# Gra o Tron (gra planszowa)

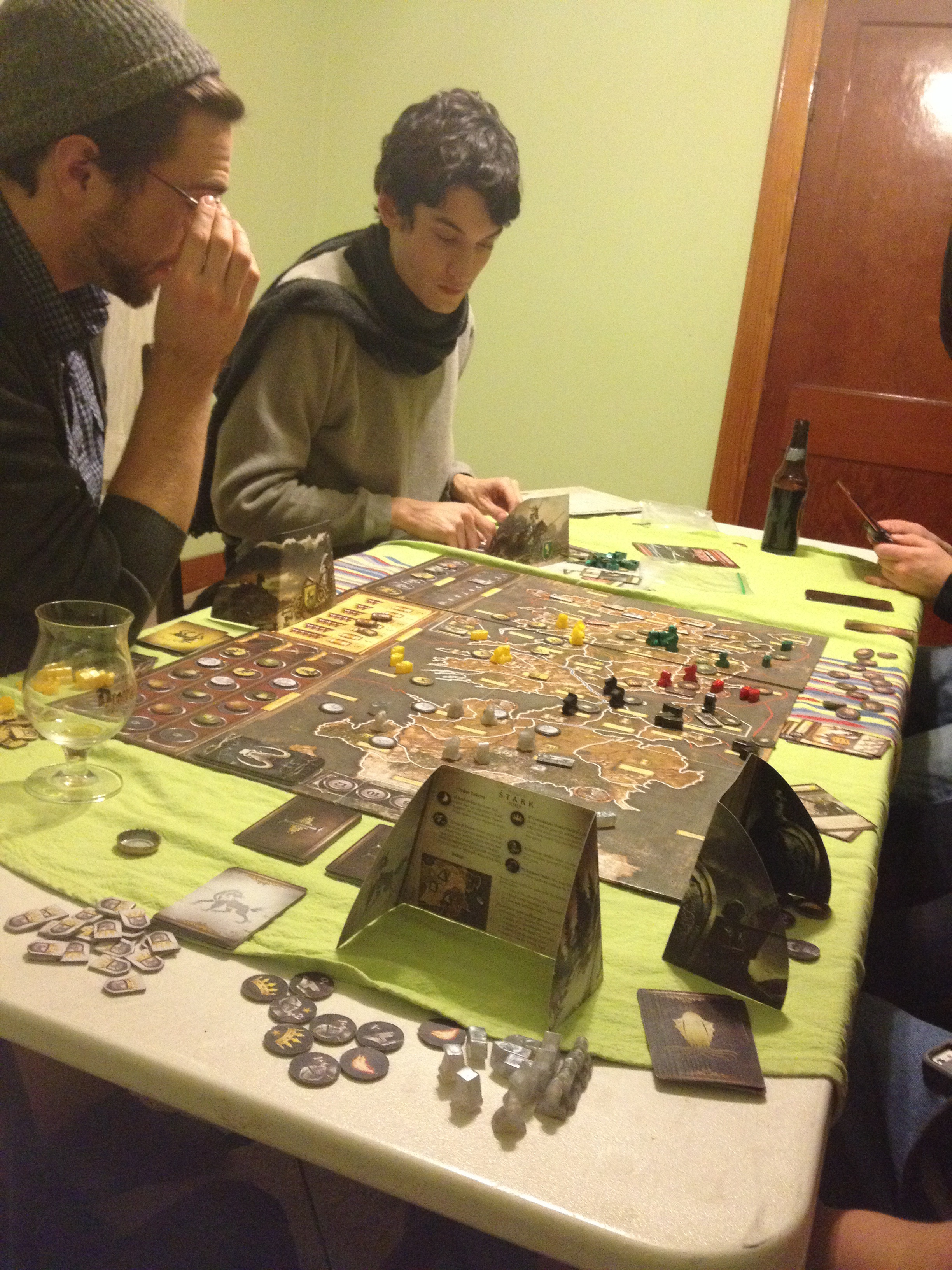
Plansza do gry

Gra o Tron (ang. A Game of Thrones) –
strategiczna gra planszowa wydana przez Fantasy Flight Games w 2003. Jest osadzona w świecie przedstawionym w serii powieści fantasy George’a R.R. Martina pod tytułem Pieśń lodu i ognia, a spopularyzowanym przez serial telewizyjny Gra o tron. Druga edycja gry została wydana w 2011, a jej polskie tłumaczenie zostało przygotowane przez wydawnictwo Galakta.

## Mechanika gry
Gra toczy się na dużej planszy przedstawiającej mapę fantastycznej krainy Westeros, podzielonej na mniejsze obszary. Gracze wcielają się w przedstawicieli jednego z sześciu rodów: Starków, Lannisterów, Baratheonów, Greyjoy'ów, Tyrellów i Martellów. Rozpoczynając grę w początkowych zamkach gracze starają się zdobyć władzę i kontrolę nad nowymi terytoriami na planszy.
Gra uzyskała pozytywne recenzje za niską losowość i ciekawą mechanikę, jednak do jej największych minusów zalicza się długi czas potrzebny na rozgrywkę.

## Dodatki
W języku polskim wydane zostały trzy dodatki do gry:
- Taniec ze smokami[3]
- Uczta dla wron[4]
- Matka smoków[5]

## Nagrody i wyróżnienia
- Nagroda "Origins Awards" w 2003  w kategorii "Najlepsza Tradycyjna Gra Planszowa"[6]
- Nagroda "Origins Awards" w 2003 w kategorii "Najlepszy Projekt Gry Planszowej"[6]
- Nagroda "Origins Awards" w 2003 w kategorii "Najlepsza Gra Planszowa Według Graczy"[6]
- Nominacja dla nagrody "Charles S. Roberts" w 2011 w kategorii "Najlepsza Gra Planszowa Fantasy"[7]
- Nagroda "Ludoteca Ideale" w 2013[8]